# Alex Meijer
Alex Meijer (28 de junio de 1966) es un deportista neerlandés que compitió en bádminton, en las modalidades de dobles y dobles mixto.
Ganó dos medallas en el Campeonato Europeo de Bádminton, plata en 1988 y bronce en 1990.

## Palmarés internacional
| Campeonato Europeo | Campeonato Europeo     | Campeonato Europeo | Campeonato Europeo |
| Año                | Lugar                  | Medalla            | Prueba             |
| ------------------ | ---------------------- | ------------------ | ------------------ |
| 1988               | Kristiansand (Noruega) | Medalla de plata   | Dobles mixto       |
| 1990               | Moscú (URSS)           | Medalla de bronce  | Dobles             |